# Robert-Ambroise-Marie Carré
Robert-Ambroise-Marie Carré (ur. 25 lipca 1908 w Fleury-les-Aubrais, zm. 15 stycznia 2004 w Pontrancart) – francuski pisarz, kaznodzieja, dominikanin.
Wstąpił do zakonu w 1926, 1933 przyjął święcenia kapłańskie. Podczas II wojny światowej działał w ruchu oporu: pomagał ukrywać obywateli francuskich pochodzenia żydowskiego, zagrożonych deportacją; za swoją działalność został odznaczony Legią Honorową V klasy i Krzyżem Wojennym.
Był wieloletnim duszpasterzem środowiska artystów scen Paryża, osiem razy z rzędu głosił rekolekcje wielkopostne w Katedrze Notre Dame w Paryżu. 1964 był pierwszym Francuzem, zaproszonym do wygłoszenia rekolekcji w Watykanie dla papieża Pawła VI.
1975 został wybrany członkiem Akademii Francuskiej; zasiadł wśród Nieśmiertelnych na fotelu nr 37, zastępując kardynała Jeana Daniélou.